# Барчук Іван Іванович
Іван Іванович Барчук (23 квітня 1909 — 18 листопада 1987) — український кінорежисер та художник, член Спілки кінематографістів УРСР.

## Життєпис
Працював на Київській студії науково-популярних фільмів.
Як режисер-мультиплікатор брав участь у творенні таких стрічок:
- «Замість крові» — сценарист Шевко Анатолій Іванович,
- «Таємниця алмазу» — сценарист Кузнецов Владлен Миколайович, Ломоносовська премія АН СРСР, 1964; приз Міжнародного кінофестивалю в Югославії ім. Н.Тесли, 1965 ,
- «Людина повинна жити довго»,
- «Задачу вирішить кібернетика» 1963, режисер Соболєв Фелікс Михайлович,
- «Увага, зварювання!», 1964, режисер Твердохлібова Любов Порфирівна.

З 1966 року — член Спілки кінематографістів УРСР.
Помер на 79-му році життя 18 листопада 1987 року.